# Wladislaus von Mieczkowski

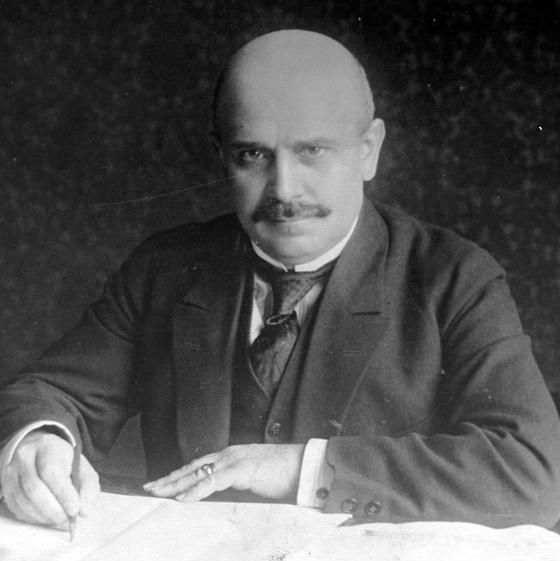
Wladislaus von Mieczkowski

Wladislaus von Mieczkowski, polnisch: Władysław Mieczkowski, (* 10. Februar 1877 in Nieciszewo; † 6. April 1959 in Barzkowice) war ein polnischer Rittergutsbesitzer und Politiker, Jurist, Bankier und Mitglied des Deutschen Reichstags.

## Leben
Mieczkowski besuchte die Gymnasien in Konitz und Kulm und die Universitäten in Krakau, Berlin, Leipzig und Breslau. Er studierte seit Ostern 1897 Rechtswissenschaften, bestand 1900 das Referendarexamen, 1905 das Assessorexamen und ließ sich sodann gemeinsam mit Bernard Chrzanowski als Rechtsanwalt in Posen nieder.
Ab Januar 1907 war er Mitglied des Deutschen Reichstags für den Wahlkreis Regierungsbezirk Posen 9 Krotoschin, Koschmin und die Polnische Fraktion. Am 13. April 1907 hielt er dort eine Rede zur Reform des Strafprozesses und am 28. Oktober 1907 legte er sein Mandat nieder.
Nach dem Ersten Weltkrieg war er von 1918 bis 1924 Stadtrat in Posen, in leitender Position bei der Bank Związku Spółek Zarobkowych in Posen und von 1924 bis 1934 war er Generaldirektor der Polnischen Bank Warschau. 1934 eröffnete er wieder eine Anwaltskanzlei in Posen, die er bis 1939 betrieb. 1940 wurde er verhaftet und nach Tschenstochau deportiert. 1945 kehrte er nach Posen zurück und eröffnete zum dritten Mal eine Anwaltskanzlei. 1946 wurde er zum Vertreter der polnischen Exilregierung in London bestimmt und am 28. November 1946 verhaftet. Er wurde zu einer Freiheitsstrafe von vier Jahren verurteilt.
Seine letzten Jahre verbrachte er in Lubon und Barzkowice, wo er auch verstarb. Sein Sohn Wladyslaw Jan Mieczkowski diente bei der Royal Air Force und wurde 1942 im Krieg getötet.